# Enercal
La Société néo-calédonienne d'énergie (Enercal) est une société d'économie mixte, détenue majoritairement par le Gouvernement de la Nouvelle-Calédonie depuis 2008, et anciennement par l'État français (directement ou par le biais de l'Agence française de développement).
Enercal est la seule société calédonienne qui intervient sur les trois métiers du domaine de l’électricité : la production, le transport et la distribution d'énergie électrique, titulaire des concessions pour l'approvisionnement électrique et pour la maintenance et l'exploitation des installations de l'éclairage public dans 25 des 33 communes de l'archipel (l'ensemble de celles de la « Brousse » (à l'exception de Bourail, Kaala-Gomen, Koumac, Canala et Thio), Païta et Dumbéa dans le Grand Nouméa, l'île des pins ainsi que Maré et Ouvéa).

## Historique
Enercal est créée le 27 août 1955 par un arrêté du ministre de la France d’Outre-Mer, Pierre-Henri Teitgen, pour s'occuper de la construction et ensuite de l'exploitation d'un barrage hydroélectrique à Yaté (puissance installée de 68 MW et une productibilité annuelle de 300 GWh d’énergies renouvelables) afin d'approvisionner l'usine métallurgique (traitement de nickel) de la Société Le Nickel (SLN) de Doniambo à Nouméa. Le chantier, l'un des premiers grands travaux qui vont ensuite s'intensifier dans les années 1960 et au début des années 1970 dans un contexte d'essor économique porté par les cours élevés du nickel (d'où l'appellation de « boom de nickel »), attire une importante main d'œuvre d'autres territoires du Pacifique, et notamment wallisienne et futunienne. Le barrage est mis en service en 1958 et inauguré le 21 septembre 1959 par le ministre délégué aux DOM-TOM, Jacques Soustelle. Une partie de la production est également revendue à l'Union électrique coloniale (UNELCO, ancêtre de la société Électricité et eau de Calédonie dite EEC), chargée depuis 1929 de la distribution d'électricité à Nouméa et dont les propres moyens d'alimentation étaient devenus insuffisants.
Par la suite, à partir de la fin des années 1960 et des années 1970, Enercal se développe autour de trois activités : 
- la production, notamment pour accompagner l'activité métallurgique grandissante de la SLN en plein « Boom du Nickel ». Ainsi, Enercal signe deux protocoles d’accord, le 26 novembre 1968 puis le 29 août 1969, avec la Société Le Nickel, celle-ci lui confiant la gestion de nouveaux moyens de production d'électricité développés à côté de son usine de Doniambo à Nouméa. Il s'agit alors de construire et de gérer deux centrales thermiques à flamme, l'une (Doniambo A) en partie destinée à la distribution publique (un de ses quatre groupes de 16 MW est d'ailleurs propriété, et non pas concession comme les autres, d'Enercal) et mise en service le 1er janvier 1970, et l'autre (Doniambo B) entièrement consacrée à l'approvisionnement de l'usine (quatre groupes de 40 MW) et mise en service en septembre 1970. En plus de la concession des centrales de Doniambo, Enercal développe dans le quartier voisin de Ducos, une turbine à gaz de combustion (TAC), à base de kérosène, de modèle General Electric MS 5000 de 20 MW, lancée le 23 septembre 1973 pour écrêter les pointes de la consommation d’énergie de la distribution publique et pour servir de moyen de production de secours.
- le transport de l'électricité sur l'ensemble du Territoire, confié en concession par la Nouvelle-Calédonie le 25 août 1972, permet notamment de mener l'électrification de la « Brousse », avec d'abord un réseau en 33 kV, puis le développement du 150 kV à partir de 1983.
- enfin, Enercal obtient dans ces années ses premières concessions pour assurer le service public de distribution en électricité et d'éclairage. Jusqu'ici, il n'y avait qu'une seule société concessionnaire, EEC, prestataire à Nouméa depuis sa création mais aussi, depuis les années 1970, pour les premières banlieues du chef-lieu (Mont-Dore et Dumbéa en 1970, et dans certaines des agglomérations principales ou centres administratifs secondaires de la Brousse ou des Îles, à savoir Koumac en 1975, Kaala-Gomen et Bourail en 1976 et Lifou en 1978)[2]. Le service de distribution était assuré dans les autres communes directement par les services municipaux, un marché sur lequel Enercal va s'étendre au fur et à mesure qu'elle étend son réseau de transport. Cela commence le 15 mai 1973 avec la concession pour l'aéroport international de Tontouta, sur le territoire de Païta, aérodrome d'État géré par la chambre de commerce et d'industrie de Nouvelle-Calédonie sous le régime de l'arrêté d'Autorisation d'occupation temporaire (AOT) depuis 1968. Puis c'est le tout des municipalités d'affermer à la société la gestion de ce service : celles du syndicat intercommunal à vocations multiples du Sud (SIVM Sud, comprenant Païta, Boulouparis, La Foa, Farino, Sarraméa et Moindou sur la côte sud-ouest de la Grande Terre) le 14 juin 1974, suivi par celui de l'Est (SIVM Est, soit Houaïlou, Ponérihouen, Poindimié, Touho, Hienghène et Pouébo et donc la moitié nord de la côte Est) le 18 août 1976. D'autres communes accordent individuellement la concession à Enercal qui, en 1996, se trouve être le prestataire de 27 communes sur 33.

Dans les années 1980, Enercal se concentre sur la diversification de ses moyens de production, notamment en énergies renouvelables. C'est surtout le parc hydroélectrique qui se développe, avec deux barrages construits sur le territoire de la commune de Houaïlou (ceux de la Néaoua, à partir de 1982 avec deux turbines Pelton, chacune accouplée à un alternateur de 3,6 MW, et de la Tû, couplé au réseau en 1990 et disposant d'une turbine Pelton associée à un alternateur de 2,2 MW) et 9 micro-centrales hydroélectriques MCH (Wadiana en 1982 à Yaté, Kouaré en 1983 et Borendy en 1987 à Thio, Katrikoin en 1983 à Moindou, Village en 1983 et Ouégalé en 1991 à Pouébo, Ouaté en 1984 à Pouembout, Caavatch en 1984 à Hienghène et Gohapin en 1987 à Poya). C'est le début également du photovoltaïque et de l'éolien avec une petite ferme solaire à Fayaoué sur l'île d'Ouvéa en 1984 et le premier aérogénérateur à Mwiré sur l’île des Pins en 1986.
Après la signature des accords de Matignon (1988) et de Nouméa (1998), et tout particulièrement la définition des enjeux du rééquilibrage économique et géographique associé à un retour dans les années 2000 d'une envolée liée au nickel, Enercal devient un outil stratégique face à de nouveaux projets métallurgiques (usine du Nord et usine du Sud) ou d'aménagements (notamment des zones du « Grand H » puis de la conurbation VKP devant devenir un nouveau pôle urbain dans le Nord). Ainsi, l'accord de Nouméa prévoit, pur que la Nouvelle-Calédonie soit à même de disposer d’une maîtrise suffisante des principaux outils de son développement, le transfert des actions détenues par l'État dans le capital d'Enercal à la collectivité néo-calédonienne. Cette cession est effective le 31 mars 2008.
L'accroissement démographique, l'étalement urbain et les grands chantiers provoquent un accroissement important de la consommation d'électricité, à quoi les producteurs, dont surtout Enercal, répondent par le biais de l'énergique thermique. En 1993 est ainsi installé tout d'abord la centrale thermique à flamme Jacques-Iekawé de Népoui avec fioul à Poya (d'abord 2 moteurs diesels Wärtsilä NSD 16 V 46, chacun accouplé à un alternateur Jeumont Schneider de 12 MW, à quoi s'ajoutent en 1999 deux nouveaux moteurs de même modèle mais chacun associé cette fois à un alternateur Alsthom de 14,5 MW). Puis, en 2003, Enercal augmente la capacité de production de sa centrale de Ducos avec une nouvelle turbine à combustion ALSTOM GT-10B de 25,6 MW. Et en 2004, les différents acteurs de l'électricité en Nouvelle-Calédonie s'unissent pour la construction d'une centrale au charbon au Mont-Dore pour faire face à la montée de la demande des particuliers et à l'enjeu de l'alimentation de la future usine de Goro (qui commence sa production en 2009) : Prony-Énergies est ainsi détenue à 75 % par Enercal, le reste des actions revenant à deux filiales de GDF Suez (15 % à Elyo, devenue en 2009 Cofely, et 10 % à EEC). La première tranche de 50 MW est mise en service pour essais le 21 novembre 2007 et la seconde tranche le février 2009, pour une réception provisoire prononcée en 2010.  S'y ajoutent à la fin des années 1990 la mise en service de petites centrales thermiques autonomes à moteur diesel : celles de Ouenghé à Ouvéa (juin 1997), de Tadine à Maré (décembre 1997) et de Comagna à l'île des Pins (1998).         

## Activités

### Production
Enercal produit de l’électricité : 
- pour la Distribution Publique à partir de moyens de production qui lui appartiennent en propre ou qu’elle exploite pour le compte d’autres entités,
- pour l’usine de Prony Resources NC à partir de la centrale de Prony Energies qu’elle exploite pour son compte.

Enercal, premier producteur d’électricité et d’électricité à base d’énergies renouvelables : 
- 52% de l’énergie totale consommée en Nouvelle-Calédonie par la Distribution Publique et les métallurgistes est produite par le groupe Enercal,
- 67% des énergies renouvelables consommées par la Distribution Publique et les métallurgistes en Nouvelle-Calédonie sont produites par le groupe Enercal.

### Transport
Le transport d'électricité en Nouvelle-Calédonie, concédé à Enercal, se fait à partir d'un réseau interconnecté comprenant deux sous-ensembles : un réseau 150 kV (transport de l'énergie produite par les principales unités : les barrages de Yaté et Néaoua et les centrales thermiques de Doniambo, Prony, Népoui et Ducos) et des réseaux 33 kV (collationnent la production des plus petites unités et alimentent les concessionnaires de la distribution et des clients privés).
Ces deux réseaux sont organisés et reliés par dix postes d'interconnexion 150 kV / 33 kV situés, du sud au nord, à : Yaté, Prony (Mont-Dore), Ducos (Nouméa), Païta, Boulouparis, Néaoua (Houaïlou), Népoui (Poya), Témala (Voh), Ouaieme (Hienghène) et Koumac. S'y ajoutent six postes secondaires 33 kV : « Brigitte » (Dumbéa), Tontouta (Païta), Nakalé (Thio), Néra (Bourail), Poro (Kouaoua) et Taom (Voh).
Il y a deux réseaux 33 kV : un sur la côte Est (de Canala à Hienghène, avec projet de l'étendre vers le nord à Pouébo, Ouégoa, Koumac et Poum), un autre sur la côte Ouest (du Mont-Dore à Voh). Le réseau 150 kV pour sa part s'étend de Yaté et Prony au sud jusqu'à Nouméa, de là sur la côte ouest jusqu'à Boulouparis, puis jusqu'à Néaoua (Houaïlou) sur la côte est pour revenir sur la côte Ouest de Népoui à Koumac. Une ligne entre les postes de Témala sur la côte Ouest et Ouaieme sur la côte Est existe également.

### Distribution
Enercal assure la concession de service public électrique (distribution, raccordement, entretien et exploitation du réseau et de l'éclairage public) dans 25 des 33 communes de Nouvelle-Calédonie :
- à travers le SIVM Sud (6 communes de Province Sud, sur la côte Ouest), du sud au nord : Païta, Boulouparis, La Foa, Sarraméa, Farino, Moindou ;
- à travers le SIVM Est (6 communes de Province Nord, sur la côte Est), du sud au nord : Houaïlou, Ponérihouen, Poindimié, Touho, Hienghène et Pouébo ;
- 13 autres communes, dont :
  - 6 en Province Nord : Pouembout, Koné et Voh sur la côte ouest, Kouaoua sur la côte Est, Poum à l'extrémité nord de la Grande Terre et les îles Belep,
  - 3 en Province Sud : Dumbéa (partagée avec EEC) sur la côte Ouest et dans le Grand Nouméa, Yaté ainsi que l'île des Pins,
  - 1 à cheval entre les Provinces Sud et Nord : Poya sur la côte Ouest,
  - 2 aux Îles Loyauté : Maré et Ouvéa.

Enercal est, de plus, toujours le concessionnaire pour l'aéroport international de Tontouta.
Cela représente au total 44 491 clients pour 2023-2024, soit moins que les 60 000 desservis par EEC qui dispose de moins de concessions (8 communes), mais plus importantes démographiquement (surtout celles du Grand Nouméa).

## Organisation

### Conseil d'administration
Le conseil d'administration comprend 13 membres, dont le président élu parmi six administrateurs représentants la Nouvelle-Calédonie, un pour les communes, un pour chacune des trois provinces et un également pour chacun des trois actionnaires privés (EDEV, Eramet et GDF Suez Énergies Services) à savoir :
- Président : Laurent Chatenay Représentant la Nouvelle-Calédonie

### Administrateurs
- Administrateurs :

| Jacques Leguéré      | Représentant la Nouvelle-Calédonie                 |
| Virginie Ruffenach   | Représentant la Nouvelle-Calédonie                 |
| Franz Filimohahau    | Représentant la Nouvelle-Calédonie                 |
| Ferdinand Poaouteta  | Représentant la Nouvelle-Calédonie                 |
| Thierry Cornaille    | Représentant la Nouvelle-Calédonie                 |
| Alphonse Poinine     | Représentant les communes de la Nouvelle-Calédonie |
| Nina Julié           | Représentant la Province Sud                       |
| Victor Tutugoro      | Représentant la Province Nord                      |
| Charles Yeiwéné      | Représentant la province des Iles Loyauté          |
| Guillaume Kurek      | Représentant la société ERAMET                     |
| Antoine Jourdain     | Représentant la société EDEV-EDF                   |
| François Laforest    | Représentant la société Engie Energies Services    |
| Julien Pantz         | Délégué du Comité d'Entreprise                     |
| Franck Borekaou      | Délégué du Comité d'Entreprise                     |
| Teddy Wongsodjirono  | Délégué du Comité d'Entreprise                     |
| Grégory Tran N'Guyen | Délégué du Comité d'Entreprise                     |

### Direction générale
La direction générale : 
- Directeur général : Jean-Gabriel Faget
- Directeur Général Délégué - Transition Energétique et Projets Stratégiques : Jean-Michel de Garrigues
- Secrétaire Général et Responsable Département RSE et Intégration Territoriale : Bruno Iekawé
- Directeur des Opérations : Thierry Leroux
- Directrice des Ressources Humaines et de la Performance : Catherine Jaber

## Effectifs
Enercal emploie 434 collaborateurs en 2023.